# Feed the Gods (film)
Feed the Gods to kanadyjski film fabularny z 2014 roku, napisany i wyreżyserowany przez Bradena Crofta. Opowiada historię dwóch braci, którzy postanawiają odwiedzić dawno zapomniane miasteczko rodzinne. Lokalni mieszkańcy wierzą, że w okolicznym lesie grasuje Wielka Stopa. W filmie w rolach głównych wystąpili Shawn Roberts, Tyler Johnston i Emily Tennant. Światowa premiera projektu odbyła się 26 października 2014. W listopadzie tego roku odbyła się premiera filmu w platformach VOD, a w styczniu 2015 obraz wydano na rynku DVD w Stanach Zjednoczonych.

## Obsada
- Shawn Roberts − Will Oates
- Tyler Johnston − Kris Oates
- Emily Tennant − Brit
- Aleks Paunovic − Pete
- Britt Irvin − Emma
- Eduard Witzke − Curtis
- Christine Willes − Baba
- Erica Carroll − Janet Oates

## Recenzje
Albert Nowicki (witryna His Name Is Death) podsumował film, pisząc: "Jest (...) w dziele Crofta pewna intryga, są ambitne założenia (da się zauważyć chęć zrewolucjonizowania przez reżysera podgatunku horroru o Wielkiej Stopie), całość zdaje się jednak przewyższać talent większości zaangażowanych w powstanie projektu osób. Warto obejrzeć Feed the Gods dla Shawna Robertsa, który (...) stał się w ciągu minionych lat jednym z etatowych scream kings."